# José Miguel Castillo
José Miguel Castillo Calvín (n. Granada, 27 de julio de 1966) es Doctor en Derecho, Abogado y Académico Correspondiente de la Real Academia de Jurisprudencia y Legislación de España

## Biografía
José Miguel Castillo Calvín es Doctor en Derecho por la Universidad de Alcalá con la calificación de sobresaliente «cum laude»; abogado en ejercicio; licenciado en Derecho por la Universidad de Granada; licenciado en Administración y Dirección de Empresas por la Universidad Nebrija; diplomado en Alta Dirección de Instituciones Sociales por la escuela de negocios «San Telmo Business School»; Académico Correspondiente de la Real Academia de Jurisprudencia y Legislación de España; siendo condecorado por S.M. el Rey Don Felipe VI, a propuesta del Consejo de Ministros, con la Gran Cruz de la Orden de San Raimundo de Peñafort (BOE 3 de diciembre de 2016), siendo ésta la más prestigiosa distinción del mundo jurídico.
Su experiencia profesional se inicia en 1989, al integrarse en el departamento jurídico de la Empresa de Consultoría y Auditoría Coopers & Lybrand. Desde 1993 es miembro del Ilustre Colegio de Abogados de Granada. Ese mismo año puso en marcha la firma profesional «Castillo-Calvín Abogados» en la que actualmente viene desempeñando su labor profesional. De 2000 a 2011, se integra como socio fundador en el bufete internacional de abogados Calvín & Warny Avocats con sede en Bruselas (Bélgica). En la actualidad es el director de la asesoría jurídica de importantes corporaciones y colegios profesionales de ámbito nacional, prestando también asesoramiento a particulares, empresas, fundaciones y asociaciones.
Su firma es requerida con frecuencia por editoriales especializadas. Cabe destacar, entre otras, las siguientes publicaciones: Repertorio de consideraciones sobre responsabilidad civil médica y hospitalaria, en la «Revista Jurídica Española de Doctrina, Jurisprudencia y Bibliografía» (2001) y en la «Revista de Responsabilidad Civil y Seguros» (2002), ambas de la Editorial La Ley. Análisis de los derechos en materia sanitaria de los inmigrantes no comunitarios del libro «Inmigración y Salud», editado por Cruz Roja Española, en 2003. Responsabilidad patrimonial de la Administración: Conflictos de competencia y acceso a la casación, en la «Revista de Responsabilidad Civil y Seguros», de Editorial La Ley (2007). Es coautor de la obra Ley de Contratos de las Administraciones Públicas. Estudios y comentarios, editado por Comares en 1995; del Manual Práctico de Responsabilidad de la Profesión Médica, editado por Comares en 2011; de la monografía La Elaboración de las leyes penales en España, editado por Tirant lo Blanch en 2021; y de la Monografía «El Derecho y la Inteligencia Artificial», editado por la Universidad de Granada en 2022.
Reconocido jurista a nivel nacional en la especialidad de responsabilidad civil, concretamente de derecho sanitario, así como en materia de protección de Derechos Fundamentales, ha conseguido relevantes sentencias ante el Tribunal Constitucional. Entre otras destacan la STC 145/2015, de 25 de junio, donde consigue, por vez primera en nuestro país, que se reconozca a los farmacéuticos el derecho a la Objeción de Conciencia; así como la STC 141/2012, de 2 de julio, que, como señala en Defensor del Pueblo «constituye el primer recurso de amparo en el que se enjuicia desde la óptica del derecho fundamental a la libertad personal un caso de internamiento psiquiátrico urgente». Además, viene realizando una intensa y exitosa actividad como abogado ante el Tribunal Europeo de Derechos Humanos.
Viene impartiendo cursos y es ponente habitual en numerosos congresos organizados por distintas universidades españolas, colegios profesionales, fundaciones y organismos públicos, habiendo participado como docente en el programa de Formación Continua de la Carrera Judicial del año 2022 (CGPJ).
Merece destacar de su trayectoria que fue elegido Diputado a Cortes por Granada en el periodo 2011-2015. Durante el desempeño de su actividad parlamentaria durante la  X Legislatura, ocupó el cargo de Portavoz en la Comisión de Justicia del Congreso de los Diputados por el Grupo Parlamentario Popular, lo que le permitió desarrollar una amplia e intensa actividad legislativa, siendo ponente en numerosos y destacados proyectos de ley, como el de mediación en asuntos civiles y mercantiles, reforma administrativa de la Administración de Justicia y del Registro Civil, Consejo General del Poder Judicial, Ley Orgánica del Poder Judicial, Código Penal, entre otros muchos, así como en importantes iniciativas legislativas, como el Pacto de Estado contra el terrorismo yihadista. Entre sus numerosas propuestas de reforma legislativa, destaca la presentada a la Ley de modificación del sistema de protección a la infancia y adolescencia, que ha permitido que, en la actualidad, los menores hijos de víctimas de violencia de género puedan cobrar la pensión completa de orfandad. Esta modificación se conoce como "Enmienda Castillo", en reconocimiento a su labor.